# 湖北鹅耳枥
湖北鹅耳枥（学名：Carpinus henryana var. oblongifolia），为桦木科鹅耳枥属川鄂鹅耳枥的變種，为中国的特有植物，分布於安徽、豫南、鄂西、湘北、江西、陝西、浙江，生長於海拔700至1800公尺的副熱帶森林。